# Plagodis rossaria
Plagodis rossaria là một loài bướm đêm trong họ Geometridae.